# Final Fantasy XII
Final Fantasy XII (ファイナルファンタジーXII Fainaru Fantajī Tuerubu?), även känt under förkortningen FFXII, är ett datorrollspel i Final Fantasy-serien till Sonys spelkonsol Playstation 2. Spelet släpptes i Japan den 16 mars 2006 och i Nordamerika 31 oktober 2006. Spelet kom till Oceanien den 22 februari 2007 och till Europa den 23 februari 2007. Den 15 november 2005 släpptes en spelbar demoversion i Nordamerika tillsammans med lanseringen av Dragon Quest VIII.
Historien utspelar sig i Ivalice, där imperierna Archadia och Rozarria ligger i ett bittert krig – och mellan de två stora rikena ligger kungadömet Dalmasca. När Archadia invaderar och ockuperar Dalmasca startar prinsessan Ashe en motståndsrörelse. Under striden mot det Archadiska imperiet möter hon Vaan, en ung äventyrare som drömmer om att bli en så kallad luftpirat (Sky Pirate) och ha ett eget luftskepp. De strider tillsammans mot det Archadiska imperiet.
För att göra reklam för spelet släppte man spelbara demon av den redan färdiga engelska versionen på DigitalLife's Gaming Pavilion (DigitalLifes spelpaviljong) i New York, den 11 oktober 2006 – en dag som nu kallas Final Fantasy gamer's day (Final Fantasy-spelarnas dag). SquareEnix gav även fansen chansen att klä ut sig till sin favoritrollfigur (cosplay) i Final Fantasy XII. Varje person fick skicka in tre bilder av sina kostymer till SquareEnix och hade då en chans att vinna biljetter till New York och Final Fantasy gamer's day.
I början av oktober, när det var lite mindre än en månad kvar till lanseringen, läckte den nordamerikanska versionen av spelet ut på Internet. SquareEnix tog då med juridisk hjälp upp striden med fildelare och webbplatser som hade torrenten uppe stängdes, vilket innebar att nedladdningen stoppades.
Tofu Records har släppt en CD med 31 låtar från Final Fantasy XII. Anledningen till att CD:n innehåller 31 låtar är att oktober har 31 dagar och man vill symbolisera dessa dagar som ledde fram till den nordamerikanska lanseringen. Final Fantasy XII fick genomgående höga betyg i många stora tidningar och fick även priset Game Of The Year (svenska: Årets Spel) av IGN.
Final Fantasy XII introducerade flera nya saker till serien: strider utan att byta skärm, "gambit"-systemet som automatiskt kontrollerar vad rollfigurerna gör samt ett "licens"-system som avgör vilka vapen, utrustning, magier och dylikt man kan använda. Den använder också saker som finns på andra Final Fantasy-spel, till exempel förmågan att framkalla monster ("espers"), Chocobos, samt luftskepp ("airships"). Spelet fick bra kritik över hela världen och fick en del "Game Of The Year"-utmärkelser ("Årets Spel") från olika TV-spelstidningar. Uppföljaren, Final Fantasy XII: Revenant Wings, släpptes till Nintendo DS den 26 april 2007 i Japan.

## Spelsystem
Precis som alla andra Final Fantasy-spel är striden meny-baserad. Striden utspelas i realtid och använder ett nytt system som kallas "active dimension battle (ADB)" (svenska: aktiv dimensionsstrid). Spelaren kan ta kontroll över en av tre spelare i den gruppen man valt att strida med, och man kan ge kommandon åt de övriga två. De olika kommandon man kan välja är Attack, Magicks & Technicks, Mist (Dimma), Gambits och Items (föremål). Spelet innehåller också ett bonussystem i form av olika kedjor – innebärande att man ökar chansen att få sällsynta föremål, gratis läkning och/eller att bli botad från olika symtom om man dödar en viss typ av monster tillräckligt många gånger i rad.
Final Fantasy XII har tre olika sorters kartor: Den översiktliga världskartan, en liten inzoomad minikarta i ett hörn samt en områdeskarta som man kommer åt genom Select-knappen. Kartorna är i normal skala och det är även miniatyren av spelaren som finns på kartan – alltså är allting skalenligt.
Chocobos finns i många Final Fantasy-spel. När en spelare hyr en Chocobo, eller bestämmer sig för att rida en vild i naturen, så får man en viss tid på sig att göra sin resa ute i det vilda. När man rider på en Chocobo så ignorerar fienden en. När tiden tagit slut, eller när spelaren vill gå av, springer Chocobon tillbaka till sitt stall i stan eller till den plats man började rida på och spelaren kastas av.
Spelet har också något som kallas Clan Primer (svenska: Klanbok), vilket är en sammanfattning av spelarens framgångar i spelet, vilket inkluderar detaljerade beskrivningar av besegrade monster, en katalog av efterlysta monster och annan information. Clan Primern liknar mycket Benjamin Syrsas journal i Kingdom Hearts.

### Stridssystem
Striderna liknar de i Final Fantasy XI, förutom att i FFXII tillåts att en ensam spelare styr flera olika medlemmar i gruppen man kontrollerar. Man kan få tillgång till stridssystemet när som helst. Till skillnad från Final Fantasy XI finns det en fullt synlig Wait Time Gauge, vilket är en mätare över hur lång tid man har kvar tills man får slå/utföra en handling igen. Tiden man får vänta beror på karaktärens egenskaper och vad karaktären skall göra. Det finns vissa linjer som uppenbaras när ett monster tänker utföra en handling mot karaktären och vice versa. Dessa linjer kan tas bort via The Option Menu (svenska: Alternativmenyn).
Slumpmässiga strider har tagits bort, men fiender kan fortfarande överraska spelare. Monstren står på positioner som kan verka slumpmässiga, men som är fasta. Numera kan fiender upptäcka spelaren på många olika sätt och vissa fiender är mer våldsamma än andra. Vissa fiender kan även attackera varandra.
Det finns en maxgräns på 3 stycken gruppmedlemmar som kan strida samtidigt. Ibland förekommer en gästspelare som även han/hon får strida, vilket gör att fyra stycken strider samtidigt – men gästspelaren kan inte kontrolleras på något sätt. Spelaren kan byta ut en aktiv medlem (det vill säga en sådan som strider) mot en inaktiv när som helst under spelets gång – förutom när en medlem är under attack. Detta är för att motverka fusk genom att byta in medlemmar som kan ta skada istället för till exempel ens huvudkaraktär. Spelare som är avsvimmade kan även de bli utbytta.
Ytterligare en ny sak i Final Fantasy är Gambits-systemet, vilket tillåter spelaren att förprogrammera en annan medlem så denne utför saker i den ordning och på de sätt som man själv önskar, utan att man under spelets gång behöver kontrollera den spelaren. Det gör att det är lättare att stiga i nivå i fiendetäta områden, och är en välkommen sak, då man måste stiga i nivåerna mycket fortare än i andra Final Fantasy-spel.
I likhet med andra Final Fantasy-myter finns det en mystisk kraft som kallas "Mist" (Svenska: Dimma) som existerar i världen. Det är den energin som ger möjlighet till två speciella saker i spelet: Summon Magic (konsten att framkalla monster) samt Quickenings.
Summon Magic finns spelet som så kallade "Espers". För att få en Esper måste man först slå varelsen i en strid. Precis som i Final Fantasy X kan ett sådant monster bli aktivt i striden, men i Final Fantasy XII kontrolleras en Esper med hjälp av AI. Den som framkallat denna Esper förblir aktiv i spelet, medan de andra ställs åt sidan till förmån för Espern. Det finns dock gränser för hur länge en Esper kan vara framme. Espern är framme ända tills den som framkallat den svimmar, tills tiden tar slut, tills den utför sin specialattack eller tills Espern förlorar alla sina hit points (svenska: slagpoäng). En spelare kan använda helande magi och andra föremål för att skydda sin Esper.
De Espers som finns i spelet har helt ersatt de traditionella Final Fantasy-summon-monstren, men det finns ett par Espers som härstammar från spelet Final Fantasy Tactics och Final Fantasy Tactics Advance. Andra Espers har namn från de sista bossarna från de första fem Final Fantasy-spelen. Final Fantasy har dock behållit namnen från de traditionella summon-monstren i form av namn på luftskepp (såsom Shiva, Ifrit och så vidare). Små luftskepp har fått namn från små monster som varit klassiska i Final Fantasy-spelen.
Liksom de senare spelen i serien har Final Fantasy ett så kallat Limit Break-system: Quickenings. Karaktärer lär sig Quickenings genom att komma till specifika platser på the License Board (svenska: Licensbrädan). Varje karaktär kan lära sig tre stycken Quickenings var, och alla är unika. Karaktärer kan kombinera Quickenings till stora kombinationsattacker. Att attackera på detta sätt är mycket effektivt och skadar fienden mycket.

### The License Board
Likt andra RPG-spel går karaktärerna upp i level (nivå) varje gång de fått tillräckligt många erfarenhetspoäng efter att ha dödat monster eller övriga fiender. Varje gång en karaktär går upp i level ändras karaktärens egenskaper, vilket gör dem bättre i strid. I egenskaperna ingår: "hit points" (HP), det vill säga hur mycket skada en karaktär kan utstå; styrkan, vilket reglerar hur mycket en karaktär kan skada med fysiska attacker; samt magi, vilket reglerar hur mycket en karaktär kan skada med magiska attacker.
I Final Fantasy XII finns även "the License Board" (svenska: Licensbrädan) vilket ändrar egenskaperna hos en karaktär. The License Board är en panel med ojämn utformning som innehåller svarta och vita kvadrater, likt ett schackbräde. Dessa kvadrater innehåller "licenser", vilket tillåter en karaktär att ändra sin egenskap på ett visst sätt – till exempel öka karaktärens HP eller göra så att den kan använda vissa magier. Brädan är uppdelad i två delar: den övre innehåller "Magick" (tillåter karaktären att använda nya magier), "Technick" (tillåter karaktären att använda nya tekniker), "Accessory" (tillåter karaktären att använda vissa accessoarer, såsom ringar eller dylikt) samt "Augments" (höjer egenskapsvärden). Den nedre halvan innehåller licenser för vapen och skyddsutrustning (som hjälmar och dylikt).

## Handling
Spelet utspelar sig i världen Ivalice (det är samma värld som i spelen Vagrant Story samt Final Fantasy Tactics-serien). Spelet börjar med att landet Dalmasca blir angripet av imperiet Arcadia. Dalmasca förlorar och blir ockuperat av Arcadia, och både kungen och prinsen i riket dör. Två år senare börjar den riktiga handlingen, där man i början får följa pojken Vaans liv som bland annat ficktjuv, vars liv förändras när han möter den förmodade döda prinsessan Ashe.

### Raser
Seeq
Denna ras härstammar från grisarna. De lider av kronisk fetma. De är inte direkt smarta och ser alltid sura ut. De är lite oberäkneliga men extremt bra soldater.
Moogle
Dessa små söta djur har hela sin kropp täckta av små mjuka fjädrar. De blir runt en meter höga. De är duktiga och flitiga, och lever bland människorna som bland annat skickliga mekaniker. Det sägs att Moogles byggde det första luftskeppet för strid. Det sägs också att det finns en by där bara Moogles bor. Många FF-fans är dock besvikna på deras mer realistiska utseende med tydlig päls, större kropp och öron, samt att de har kläder och jobb.
Bangaa
Alla Bangaa härstammar från reptilerna. Det kan man se på att deras kropp är täckt av hårda fjäll, och de har långa hängande öron. Det finns flera olika raser som skiljs åt via färgen på deras hud/fjäll. Deras livslängd är nästan dubbelt så lång som en människas och deras intelligens nästan likvärdig. De har överlägsen hörsel och är mycket snabba, dessvärre är de svaga magiker på grund av klena stämband. Några ur rasen har hoppat av och lever som banditer, de är bannlysta av sin ras och har låg intelligens.
Viera
Vieras, folket från skogen, är mycket långa och smala. De har långa öron och silverfärgat hår. De lever tre gånger längre än en människa. Det finns två sorters Viera, Rava Viera har brun hy medan Veena Viera har vit hy. Deras syn och hörsel är överlägsen allas, de kan se och höra nästan en mil framför sig. Människan har skövlat många av de skogar de bott i så Vieras bor nu med människan i städerna. Somliga är till och med gifta med människor, men det är sällsynt och impopulärt. Det ska tydligen bo en grupp Vieras i en by i skogen, ibland attackerar de människor som passerar på grund av allt lidande de orsakat.
Hume
Detta är inte riktigt människor utan en ras som härstammar från människan. Deras egenskaper är dock desamma som människans.

## Karaktärer
- Vaan: Vaan är en 17-årig man som tillhör hume-rasen, han förlorade sina föräldrar innan kriget och hans bror senare när hans bror stred i motståndsrörelsen. Han tjänar pengar som ficktjuv på gatorna i staden Rabanastre. Hans dröm är att någon gång bli en så kallad "sky pirate" ("luftpirat").

- Ashe: Ashe är en 19-årig prinsessa, även hon tillhör hume-rasen och hon vill befria sitt land, Dalmasca, från Archadian Empire (det Archadiska imperiet). Hennes far och make dödades under det Archadiska imperiets invasion av Dalmasca. Ashe vill inte bara upprätthålla freden, utan också hämnas på det Archadiska imperiet, och hon är ledare för den underjordiska rörelse som bekämpar det Archadiska imperiet.

- Basch: Basch är en 36-årig man som tillhör hume-rasen, han är en före detta general i Dalmascas armé. När han fick reda på att den dåvarande dalmascanska kungen sålt hans folk till det Archadiska imperiet mördade han kungen (och Vaans äldre bror Reks). Han betraktas som förrädare i Dalmasca. Men historien verkar inte stämma, senare i spelet får man veta att det var hans tvillingbror som mördat kungen för att lura folket att stöta bort sin lojala general.

- Balthier: Balthier är 22 år, tillhör hume-rasen och är en "luftpirat" ("sky pirate") och kör ett litet skepp i skyarna ovanför kontinenten Ivalice.

- Fran: Fran tillhör den kaninliknande rasen Viera och är Balthiers kumpan. Även om hon mest använder pil och båge, är hon mycket bra med andra vapen också.

- Penelo: Penelo är 16 år, tillhör hume-rasen och jobbar som dansare på Rabanastres loppmarkad. Hon är Vaans vän och ser sig själv som syster till Vaan.

- Larsa Solidor: Larsa Ferrinas Solidor är Vayne Solidors lillebror och Gramis fjärde son, den elfte kejsaren av det Archadiska imperiet. Han är den andra i ledet att efterträda Gramis som härskare över imperiet. Larsa är inte en spelbar karaktär men ibland följer han med gruppen som "gäst", vilket innebär att han slåss på egen hand.

- Vayne Solidor: Den 27-årige kronprinsen av det Archadiska imperiet, Vayne Solidor, Gramis tredje son och den första i ledet att efterträda Gramis. Hans två äldre bröder har dött i strid.

### Archadiska domarna
De archadiska domarna har den högsta makten i Ivalice, de är också ansvariga för den kungliga familjens säkerhet.
- Domare Gabranth: Ledaren för de fem domarna. Han är Larsas beskyddare och är den som syns i spelets logga. Han är Baschs tvillingbror som mördade Ashes far och kungen av Dalmasca och Vaans bror Reks.

- Domare Ghis: Ansvarig för Larsas säkerhet.

- Domare Drace: Den enda kvinnliga domaren. Hon är också prins Larsas beskyddare, och hans personliga lärare när det kommer till utbildning.

- Domare Zargabaath: En krigare som endast lyder kejsaren.

- Domare Bergan: En man som vill ha diktatur i riket Dalmasca under Arcadias regler.

## Röster
| Karaktär                       | Japansk röst       | Engelsk röst          |
| ------------------------------ | ------------------ | --------------------- |
| Vaan                           | Kouhei Takeda      | Bobby Edner           |
| Ashe                           | Mie Sonozaki       | Kari Wahlgren         |
| Basch fon Ronsenburg           | Rikiya Koyama      | Keith Ferguson        |
| Penelo                         | Yuna Mikuni        | Catherine Taber       |
| Balthier                       | Hiroaki Hirata     | Gideon Emery          |
| Fran                           | Rika Fukami        | Nicole Fantl          |
| Larsa Solidor                  | Yuka Imai          | Elijah Alexander      |
| Vossler Azelas                 | Masaki Terasoma    | Nolan North           |
| Reddas                         | Takayuki Sugo      | Phil LaMarr           |
| Reks                           |                    | Yuri Lowenthal        |
| Vayne Solidor                  | Nobuo Tobita       | Johnny McKeown        |
| Gabranth                       | Akio Ōtsuka        | Michael E. Rodgers    |
| Cid Bunansa                    | Chikao Ōtsuka      | John Rafter Lee       |
| Halim Ondore IV                | Akio Nojima        | Tom Kane              |
| Al-Cid Margrace                |                    | David Rasner          |
| Occuria                        | Narumi Tsunoda     | Anita Carey           |
| Emperor Gramis Gana Solidor    | Hidekatsu Shibata  | Roger Jackson         |
| Domare Ghis                    | Ryûnosuke Ôbayashi | Mark Wing-Davey       |
| Ba'Gamnan                      | Kôji Ishii         | Steve Blum            |
| Anastasis                      |                    | Dwight Schultz        |
| Domare Bergan                  | Yôsuke Akimoto     | Gary Martin           |
| Domare Drace                   | Yôko Soumi         | Julia Fletcher        |
| Domare Zargabaath              | Ryûzaburô Ôtomo    | Simon Templeman       |
| Jote                           |                    | Michelle Arthur       |
| Mjrn                           |                    | April Stewart         |
| Migelo                         | Shiro Saito        | John DiMaggio         |
| Gerun King                     |                    | Bernice Stegers       |
| Venat                          |                    | Anita Carey           |
| King Raminas B'Nargin Dalmasca | Mie Sonozaki       | Nick Jameson          |
| Rasler Heios Nabradia          | Yasuyuki Kase      | Andrew Philpot        |
| Garif Great-Chief              |                    | Michael Chinyamurindi |
| Gilgamesh                      |                    | John DiMaggio         |
| Dalan                          |                    | Dwight Schultz        |
| Kytes                          |                    | Conner DeMita         |
| Havharo                        |                    | Chris Edgerly         |